# فريدريك جورج دانكوكس
فريدريك جورج دانكوكس (بالإنجليزية: Frederick George Dancox) (ولد عام 1878 – تُوفي في 30 نوفمبر 1917) كان جنديًا بريطانيًا وأحد الحاصلين على وسام فيكتوريا، وهو أعلى وسام يُمنح للشجاعة في وجه العدو ضمن القوات المسلحة البريطانية وقوات الكومنولث.

## السيرة
وُلد دانكوكس في مدينة وستر بإنجلترا عام 1878، وكان يعمل في مهن بسيطة قبل أن ينضم إلى الجيش البريطاني. التحق بـفوج ورشسترشير، وشارك في العمليات العسكرية على الجبهة الغربية خلال الحرب العالمية الأولى.

## وسام فيكتوريا
في 9 أكتوبر 1917، وخلال معركة بروجسند في بلجيكا، قام دانكوكس بعمل بطولي خارق تمثل في اقتحام موقع ألماني محصن، والسيطرة عليه بمفرده، ما ساعد على تقدم القوات البريطانية في ذلك القطاع. مكافأةً على شجاعته، مُنح وسام فيكتوريا.

## الوفاة
قُتل دانكوكس في 30 نوفمبر 1917 أثناء مشاركته في المعارك الجارية في فرنسا. ولم يُعثر على جثمانه، لذا يُخلَّد اسمه ضمن النصب التذكاري لضحايا الحرب في كامبري.

## الإرث
يُعرض وسامه اليوم في متحف فوج ورشسترشير، ويُعتبر دانكوكس من أبرز رموز الشجاعة والتضحية في الذاكرة البريطانية للحرب العالمية الأولى.

## وصلات خارجية
- المتحف الوطني للجيش – فريدريك دانكوكس
- لجنة قبور الكومنولث – سجل دانكوكس